# A Tale from the Decameron
A Tale from the Decameron (Nederlands: Een verhaal uit de Decamerone), ook wel kortweg Decameron getiteld, is een schilderij van de Engelse kunstschilder John William Waterhouse, geschilderd in 1916, olieverf op doek, 101 × 159 centimeter groot. Het toont een scène uit de Decamerone, waarbij jonge mannen en vrouwen die de pestepidemie zijn ontvlucht elkaar verhalen vertellen. A Tale from the Decameron maakt deel uit van de collectie van de Lady Lever Art Gallery, onderdeel van de National Museums Liverpool. Na de voltooiing van het schilderij maakte Waterhouse nog een tweede werk naar Boccaccio's boek, The Enchanted Garden getiteld, zich thans in hetzelfde museum bevindend.

## Decamerone
De Decamerone is het meesterwerk van de Italiaanse schrijver Giovanni Boccaccio (1313-1375). Het werk bestaat uit honderd verhalen, verteld door drie mannen en zeven vrouwen tijdens een veertien dagen durend verblijf op een prachtig landgoed, op de vlucht voor de Florentijnse pestepidemie van 1348. De titel is een samenstelling van de Griekse woorden δέκα, deka (tien), en ἡμέρα, hemera (dag), en verwijst naar de tien dagen waarop verhalen verteld worden. De vrijdag werd doorgebracht met gebed en ook de zaterdag werden er geen verhalen verteld omdat de dames die dag besteedden aan hun toilet. De Decamerone is een zorgvuldig geconstrueerd boek waarbij alle verhalen zijn ingepast in een raamvertelling. Het boek was eeuwenlang berucht om zijn erotische verhalen, de pittige humor en de spot met de geestelijkheid en de gezagdragers.
Waterhouse schilderde het werk tijdens de Eerste Wereldoorlog, een catastrofe die de vergelijking met de Middeleeuwse pest volledig kon doorstaan. Het is te zien als een allegorie op zijn eigen situatie, schilderend op veilige afstand in Engeland.

## Afbeelding
In zijn kenmerkende estheticistische stijl, met levendige kleurschema's, in helder licht, tekent Waterhouse de tuin zoals Boccaccio die beschrijft in de inleiding op de derde dag van zijn Decamerone, waar de personages samenkomen bij een gedetailleerd versierde fontein. Min of meer conform zijn classicistische achtergrond kiest de in Rome geboren Waterhouse echter voor een vereenvoudigde weergave, hoewel hij in een eerdere studie nog wel een rijkelijk geornamenteerde fontein schilderde.

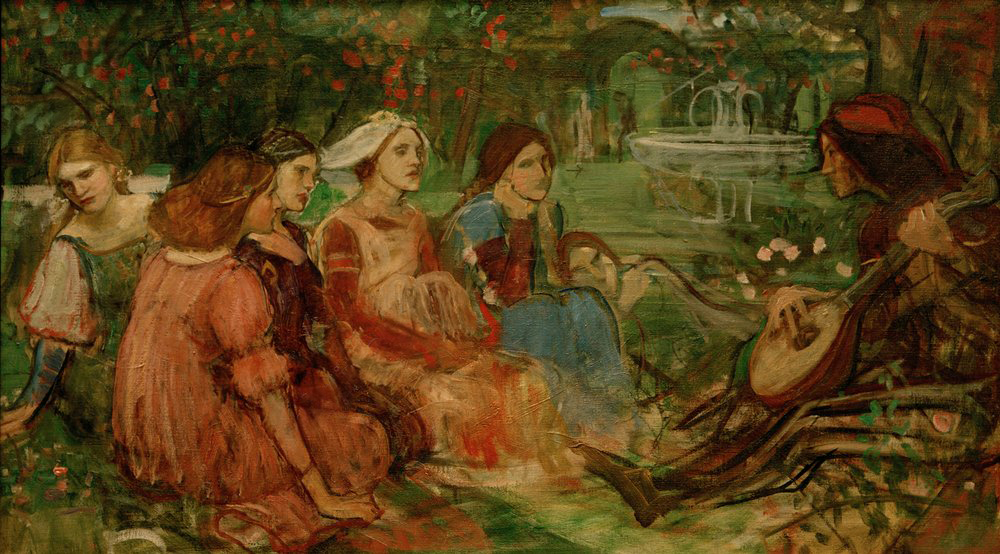
Studie met de meer geornamenteerde fontein

Het basisontwerp van het schilderij wordt gevormd door een halve kring van figuren tegenover een enkele figuur op wie ze de aandacht richten, een compositievorm die Waterhouse vaker gebruikte. De man rechts houdt een luit in zijn linkerhand, terwijl hij met zijn rechterhand een dramatisch gebaar maakt en de groepen van figuren compositorisch verbindt. Een van de vrouwen draagt een kroontje, zoals in de Decamerone een van de personages elke dag voor koning of koningin mocht spelen en een kroon van laurierbladeren droeg. De preoccupatie met bloemen, als bij de afgeleide jongedame links, stond bij Waterhouse altijd symbool voor de vergankelijkheid van het leven en dus van de schoonheid.
Opvallend is dat het totaal aantal personen op het schilderij geen tien maar negen bedraagt. Kunsthistorici menen dat de sterk in getallensymboliek geïnteresseerde Waterhouse daar een bedoeling mee moet hebben gehad en suggereren soms dat het ontbreken van een jongeman geduid kan worden als een schrijnende verwijzing naar de oorlog.